# 黑麗海扇蛤
黑麗海扇蛤（学名：Mimachlamys punctata）为海扇蛤科下的一个种。舊屬錦海扇蛤屬，今屬類櫛孔扇貝屬（Mimachlamys）。

## 外部連結
- 維基物種上的相關：黑麗海扇蛤